# Ашшур-націр-апал I
Ашшур-націр-апал I (аккад. Ашшур бережи спадкоємця) — цар Ассирії, правив приблизно в 1050-1031 до н. е.. Син Шамші-Адада IV.

## Правління
Правив у важкий період ассирійської історії, зазначений голодом і війною з кочівниками арамеями. Від його правління збереглось лише два написи.
На початку свого царювання Ашшур-націр-апал, ймовірно, хворів на якусь важку хворобу; у своїй молитві до богині Іштар він спантеличений запитує, чи мало він відновив зруйнованих храмів і поставив повалених зображень богів, що так покараний поганим станом здоров'я. Щоб отримувати розташування богині Іштар, він наказав виготовити для неї в Ніневії розкішне шлюбне ложе для святкування церемонії священного шлюбу. Подальший розвиток подій його правління, здається, протікав для нього сприятливіше. У другому написі є не описана в подробицях подяка Іштар за успішні дії.
Про походи та інші діяльності ніяких тестів не збереглось.
Правив 19 років.
| Середньоассирійський період |                                      |                          |
| Попередник: Шамші-Адад IV   | цар Ассирії бл. 1050 — 1031 до н. е. | Наступник: Салманасар II |